# Стандар, Тон
Антониюс Вилхелмюс (Тон) Стандар (нидерл. Antonius Wilhelmus "Toon" Standaar; родился 1 апреля 1928 года, Амстердам) — нидерландский футболист, игравший на позиции крайнего нападающего, выступал за амстердамский «Аякс».

## Спортивная карьера
В возрасте двадцати трёх лет Стандар дебютировал в составе футбольного клуба «Аякс», ранее выступал за амстердамский клуб ТОГ. Первый матч в чемпионате провёл 21 октября 1951 года против клуба «Зволзе Бойз», сыграв на позиции крайнего нападающего. Встреча завершилась победой «Аякса» — 2:1. В дебютном сезоне Тон принял участие в пяти матчах чемпионата и отметился одним голом. «Аякс» в течение сезона был лидером своего класса и вышел в финальную часть чемпионата, но по итогам плей-офф занял лишь последнее четвёртое место, так и не одержав ни одной победы.
В следующем сезоне получил больше игрового времени: в девяти матчах он забил два гола. В общей сложности за четыре года принял участие в 20 матчах чемпионата, забив в них 5 голов. В последний раз в составе «Аякса» выходил на поле 24 апреля 1955 года в гостевом матче с «Де Графсхапом».
В марте 2014 года Стандар побывал на ежегодном сборе бывших игроков «Аякса». Среди 129 экс-футболистов, он оказался самым старым из присутствовавших, в возрасте 85 лет.

## Личная жизнь
Тон родился в апреле 1928 года в Амстердаме. Отец — Маринюс Стандар, был родом из Вурдена, мать — Маргарета Кристина Схрам, родилась в Амстердаме. Родители поженились в октябре 1927 года в Амстердаме — на момент женитьбы отец был парикмахером.
Женился в возрасте двадцати четырёх лет — его супругой стала Элизабет Махтилда Антония Франсман. Их брак был зарегистрирован 12 августа 1952 года. В 1953 году родилась дочь по имени Карла Маргарета Элизабет.